# Sinești (Iași)
Sineşti es una comuna ubicada en el distrito de Iași, Rumania.

## Superficie
Cuenta con una superficie de 80,47 kilómetros cuadrados.

## Demografía
Hasta 2021 la población era de 3668 habitantes, con una densidad de población de 45,58 habitantes por kilómetro cuadrado.